# Дубровка (Нижнєприсковське сільське поселення)
Дубровка (рос. Дубровка) — присілок в Козельському районі Калузької області Російської Федерації.
Населення становить 30 осіб. Входить до складу муніципального утворення Село Нижні Приски.

## Історія
Від 2004 року входить до складу муніципального утворення Село Нижні Приски.

## Населення
| 2002 | 2010 |
| ---- | ---- |
| 22   | ↗30  |